# Michail Vorontsov
Michail Semjonovitsj Vorontsov (Russisch: Михаил Семёнович Воронцов) (Sint-Petersburg, 30 mei 1782 – Odessa, 18 november 1856) was een Russisch officier en politicus. 
Hij was actief in de napoleontische oorlogen in onder meer de Slag bij Borodino en bevelhebber van de Russische bezettingstroepen in Frankrijk in de nasleep daarvan. Daarna werd hij gouverneur van Novaja Rossija ("Nieuw-Rusland"), Bessarabië en vice-koning van de Kaukasus. 
Zijn vrouw, Gravin Branicka, had een verhouding met Aleksandr Poesjkin, die stof deed opwaaien.

## Militaire loopbaan
- Korporaal: 1782[1]
- Sergeant:[1]
- Vaandrig: 20 oktober 1786[1]
- Sub-luitenant: 1801[2]
- Kapitein: 24 augustus 1804[1]
- Kolonel: 22 januari 1807[2]- 12 januari 1807[1]
- Generaal-majoor: 26 juni 1810[2]- 14 juni 1810[1]
- Luitenant-generaal: 20 februari 1813[2]
- Generaal der Infanterie: 29 maart 1825[1]
- Veldmaarschalk: 5 september 1856[2]- 26 augustus 1856[1]

## Onderscheidingen
- Prins (Svetleishii kniaz) op 14 april 1852[2]
- Orde van Sint-George
  - Diamanten op 30 maart 1834
  - 2e klasse op 23 februari 1814[1] -  7 maart 1814[2]
  - 3e klasse op 10 maart 1812[1]
  - 4e klasse op 28 augustus 1804[1]
- Orde van Sint-Andreas de Eerstgeroepene
  - Diamanten op 30 augustus 1834[1]
  - 1e klasse op 22 september 1829[1]
- Orde van Sint-Vladimir
  - 1e klasse op 13 oktober 1818[1]
  - 3e klasse op 18 september 1810[1]
  - 4e klasse in 1804[1]
- Orde van Sint-Anna
  - Diamanten op 26 augustus 1812[1]
  - 1e klasse 14 november 1810[1]
  - 3e klasse op 27 februari 1804[1]
- Alexander Nevski-orde
  - Diamanten op 30 oktober 1826[1]
  - 1e klasse op 13 oktober 1818
  - 2e klasse op 16 februari 1812[1]
  - 4e klasse op 10 augustus 1813[1]
- Gouden zwaard voor Dapperheid met Diamanten op 24 september 1811[1]
- Gouden zwaard voor de verovering van Varna met Diamanten op 29 oktober 1828[1]
- Ridder in de Orde van de Zwarte Adelaar in 1841[1]
- Ridder in de Orde van de Serafijnen op augustus 1842[1]
- Grootkruis in de Orde van de Rode Adelaar in 1814[1]
- Ridder Grootkruis in de Orde van het Bad in 1814[1]
- Grootkruis in de Orde van de Heilige Stefanus
- Grootkruis in de Orde van de Heilige Lodewijk
- Koninklijke Orde van de Welfen
  - Grootkruis in 1821[1]
  - Commandeur der Eerste Klasse in 1814[1]
- Grootkruis in de Orde van Sint-Mauritius en Sint-Lazarus in 1841[1]
- Grootkruis in de Orde van de Verlosser op 1 juni 1843[1]
- Commandeur-grootkruis in de Orde van het Zwaard
- Grootkruis in de Orde van de Glorie met Diamanten[1]
- Ridder in de Orde van Maria Theresia in 1814[1]
- Grootkruis in de Militaire Orde van Verdienste in 1814[1]